# Chaco (geslacht)
Chaco is een spinnengeslacht in de taxonomische indeling van de bruine klapdeurspinnen (Nemesiidae).
Calisoga werd in 1905 beschreven door Tullgren.

## Soorten
Chaco omvat de volgende soorten:
- Chaco melloleitaoi (Bücherl, Timotheo & Lucas, 1971)
- Chaco obscura Tullgren, 1905
- Chaco patagonica Goloboff, 1995
- Chaco sanjuanina Goloboff, 1995
- Chaco socos Goloboff, 1995
- Chaco tecka Goloboff, 1995
- Chaco tigre Goloboff, 1995
- Chaco tucumana Goloboff, 1995